# Sauland
Sauland ist eine Ortschaft und gleichzeitig das administrative Zentrum der Gemeinde Hjartdal in der Provinz Telemark in Norwegen. 

## Lage
Die Ortschaft liegt im südöstlichen Gebiet der Gemeinde und ist eine der drei Pfarreien in Hjartdal. Sauland grenzt an Tuddal, Gransherad, Heddal, Seljordsbygda und Hjartdalsbygda.

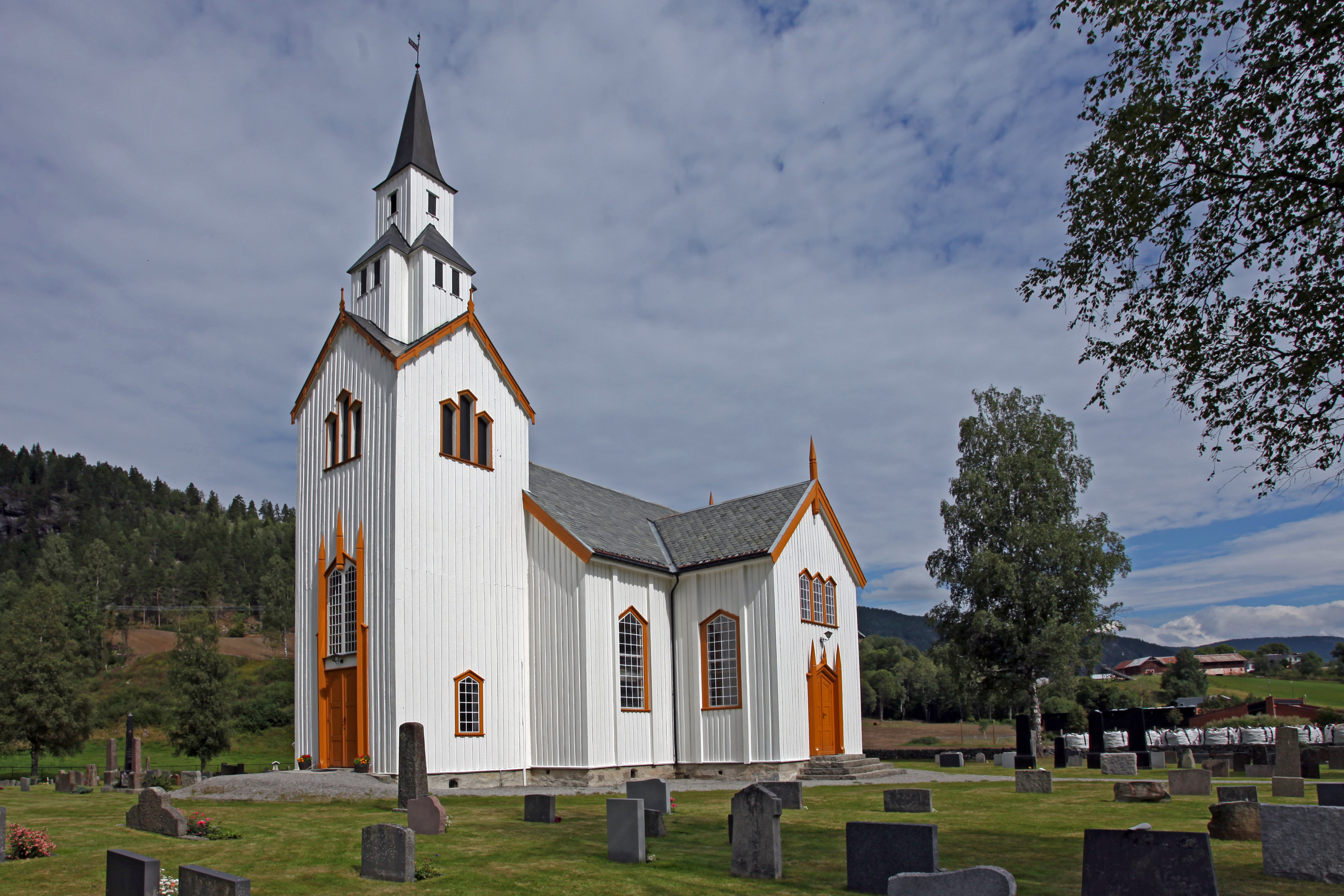
Evangelische Kirche (2010)

## Geschichte
Der altnorwegische Name war Sviðurlandir oder Sviðurland. Dieser bedeutete vermutlich „Land, das durch Verbrennung gereinigt wurde“ (Brandrodung). Zwischen dem 17. und 18. Jahrhundert variierte der Name zwischen Sourland, Souland und Saudland auf Dänisch.
Bis zur Gründung von Notodden war Sauland ein Zentrum in Aust-Telemark und beheimatete das Amtsgericht des Distriktes. Bis 1860 gab es eine eigene Stabkirche, die mittlerweile abgerissen und durch die heute stehende Holzkirche ersetzt wurde.
2016 hatte Sauland über 800 Einwohner und damit über die Hälfte aller Bewohner der Gemeinde.

## Infrastruktur
In der Ortschaft gibt es Lebensmittelläden, Tankstellen, Second-Hand-Shops, Bäckereien, Doktoren, Kindertagesstätten, Pensionen, Banken, Gasthäuser, ein Gemeindebüro, ein Sozialversicherungsamt, Autowerkstätten und einen Schießplatz.